# 张本政
张本政（1865年12月12日—1951年5月6日），字德纯，大连人。自幼家庭贫寒，后来因投靠日本人而发迹，在日占时期的大连权倾一时、富甲一方，却在当地中国人中恶评如潮，1951年被枪决。

## 生平

### 幼年
张本政于1865年（清朝同治四年）12月12日生于旅顺黄泥川屯姑子庵沟，祖籍山东文登。父亲为普通渔民，中年落水而亡，遗下妻子和三儿二女。当时家境贫寒，曾念过四年私塾，之后跟随母亲做小生意；18岁时学过一年木匠，之后到旅顺与陈某合伙开办杂货铺，但三年后的腊月便关门大吉，他回到家务农五年。27岁时与陈某再次回到旅顺，又与房某共三人开办“通裕号”杂货代理，效益仍然不佳，直至1894年甲午战争爆发，他再次歇业回家。

### 投靠日本
甲午战争期间，他结识了一个来到黄泥川的日本人，此人名叫高桥藤兵卫，实为日本特务，曾留学北京，汉语流利，战争期间以开设酒馆为掩护，为日军提供军需物资。张本政在他手下当杂役，后取得他的信任，负责手下财经业务。日本攻占旅顺口，张本政跟随高桥藤兵卫进入旅顺，后来三国干涉还辽又一同去往威海和烟台。在烟台时看到经营海运有利可图，于是开始学习海运贸易。光绪二十七年（1901年），他租了两艘日本轮船“贯致丸”和“宇和岛丸”，进行烟台—大连—大东沟一线的海上贸易。

### 聚敛财富
1904年日俄战争前夕，一名俄国侨民预见日俄即将开战、旅顺将要沦陷，为避免财产受损失，将财产挂在张本政名下，事后给了他一笔巨额报酬。这是他财富聚集的开始。战争期间，他以经商为名刺探沙俄情报，但由于活动过于频繁而被沙俄当局察觉，只能逃走；同时为日军运送军火物资。战后，日军以“俄奸”的罪名，将一名叫张德录的俄国通事、沙俄当局公益局长的财产全部没收，他的船只和几百袋面粉均被张本政贱价买走，加之个人在日方中广泛活动，其业务日益发展。

#### 创立轮船公司
1904年，张本政在烟台开办了政记轮船合资无限公司（俗称政记轮船公司），资本4万银元，是近代烟台首家轮船航运企业。之后的1914年，一战爆发，欧美船只全部调回，中国沿海航运出现空白，政记轮船公司抓住机遇迅速扩张，至战争结束时已成为华北第一大航运公司。1920年改组为股份有限公司。1923年公司迁至大连。1929年被日本授予勋五等瑞宝章。1931年“九一八”事变之后，政记轮船公司承担日军军运，不久又将其全部轮船改日本名（像是「中華號」改名為「榆林丸」），並调集到大连、香港为日军运输物资，不仅大发横财，还为此受到日本天皇的接见。
除了政记轮船公司，他还在大连、青岛等地开设钱庄、银行、油坊等，是当时大连八大华商富豪之一。其中政记铁工厂是今日大连机床厂的前身。
根据1946年对他的财产清理，张本政共有银行存款1715249元（以当时货币计），土地1050亩，房子1886间。

### 位高权重
1905年起，他接受日本委托，先后担任日本人控制下的关东州厅参事、关东州时局委员会委员长、满洲海务协会委员、大连商务会长、满洲经济协会副会长等49项职务，成为头号大汉奸，人称“二皇帝”。还曾与人合作向日军捐赠过共计40架飞机，受到日本多次表彰，并数次到东京接受日本天皇接见。

### 末路
抗日战争时期，政记轮船公司为日军运送大量军用物资，先后有14艘轮船被美军击沉。1945年日本投降，政记轮船公司随之倒闭。他与邵尚俭成立“大连地方自卫委员会”，自封为委员长。8月22日，苏军进驻大连，他成立“中国人会”，后改为“治安维持会”，试图接应国民党接收旅大，但最终失败。
1947年1月15日被地方法院判处12年有期徒刑，并没收全部财产；同年3月18日趁保外就医的机会携家人逃至当时仍在国民党控制区的沈阳；
1948年共产党占领沈阳前夕又逃至天津，之后又逃往上海，最后逃回天津隐蔽起来。
1951年镇压反革命时被捕，当年5月6日被当时的旅大市人民法院以反革命罪判处死刑，在大连老鳖湾执行枪决。

## 荣誉
勋五等瑞宝章 1929年2月20日

## 旧居及家庙
- 张本政旧居

位于大连市甘井子区栾金村，建于1920年前后，建筑面积1500平方米，外有家庙480平方米，地上二层，地下一层。1950年12月，旅大市奉东北人民政府、东北军区联合命令组建旅大第五战勤医院，接收中国人民志愿军重伤病员，旧居成为医院院址。有床位500张，专科性质，设四肢外科和内科。现为大连市第七人民医院办公楼。
- 张本政家庙

位于旧居东侧约50米处，占地1200多平方米、建筑面积近800平方米，修建于20世纪20年代前后。1970年前后成为大连标准件厂的厂房；几年后又改造成大连第七人民医院的病房，2008年2月因成为危房而被空置；同年4月在文物普查中被再次发现。这是目前大连地区发现的唯一一处大规模的家庙建筑。